# 김정희 (축구인)
김정희(1956년 1월 13일 ~ )은 대한민국의 전직 축구 선수이다. 현역 시절 포지션은 미드필더였다.

## 선수 경력
1983년 할렐루야 축구단에 입단했다. 1983년 5월 22일 대우 로얄즈와의 경기에서 K리그 데뷔골을 기록했다.

## 은퇴 후
선수를 은퇴한 후인 1989년, 대한생명에 입사했다고 한다.